# Cashu
Ana Carolina Schutzer, mais conhecida como Cashu (São Paulo, 20 de maio de 1989), é uma DJ e produtora musical brasileira de relevância internacional. Em 2016, Cashu foi incluída numa lista de artistas globais a se conhecer pela revista The Fader. Sua apresentação no Boiler Room é uma das mais assistidas dentre as dos artistas brasileiros convidados para o projeto.